# Le Festif !
Le Festif ! est un festival de musique électronique organisé annuellement sur trois jours à Baie-Saint-Paul, dans la province de Québec, au Canada. L'événement a lieu le dernier week-end de juillet, une semaine avant l'ouverture du Symposium d'art contemporain. L'événement est décrit comme un mélange de musique populaire et d'arts du cirque. En 2012, plus de 10 000 personnes ont assisté au Festif!. Lors de la quatrième édition en 2013, le nombre de spectateurs est limité à 14 000.
En 2023, l'événement a atteint environ 45 000 participants sur quatre jours. D'après Clément Turgeon Thériault, directeur général et artistique du Festif! de Baie-Saint-Paul, cette affluence est montée à près de 52 000 en 2024. En 2025, le festival fait l'objet d'une série documentaire, La fièvre des festivals, qui montre le travail qui se fait en coulisses[réf. nécessaire].

## Programmations
Les statistiques ci-dessous illustrent la croissance de la fréquentation de l'événement Le Festif! ainsi que d'autres faits et chiffres.
| Année | Lieu            | Affluence | Pré-ventes | Plein tarif | Participants |
| ----- | --------------- | --------- | ---------- | ----------- | --- |
| 2010  | Parc du gouffre | 2 000     |            | $20         | Les Cowboys fringants, Replay the Beatles, Papagroove, Buffet Froid |
| 2011  | Parc du gouffre | 2 500     | $20        | $25         | Robert Charlebois, Les Trois Accords, Colectivo, David Cimon, Delirium Tremens |
| 2012  | Centre-ville    | 10 000    | $35        | $50         | Vincent Vallières, Bernard Adamus, Plume Latraverse, La Bottine souriante, Philippe Brach |
| 2013  | Centre-ville    | 14 000    | $50        | $70         | The Cat Empire, Daniel Bélanger, Les Colocs, Sunny Duval, Lisa LeBlanc, Papagroove, Keith Kouna, Gros Mené, Canailles, Bloodshot Bill, Philippe B., Roma Carnivale |
| 2014  | Centre-ville    | 18 000    | $65        | $75         | Alpha Blondy, Louis-Jean Cormier, Loco Locass, Les Cowboys fringants, Misteur Valaire, Karim Ouellet, Random Recipe, Dead Obies, So Called, Quebec Redneck Bluegrass Project, Béatrice Bonifassi, Alaclair Ensemble, Les Breastfeeders, Les Hay Babies, Philippe Brach, Pépé et sa guitare, David Marin, Cou Coupé, Tram des Balkans, Dylan Perron et Élixir de Gumbo, Speakeasy Electroswing, Ponctuation, Francis Faubert, Artist of the Year, Heavy Soundz, Caltâr-Bateau, Le Winston Band, Patrick Gosselin, El Pornos, Fanfare Gipsy Pigs, Kumpa'nia, Collectif Devenchi, Machine de Cirque, Les Gargouilles, Noëmie Armellin                                                            |
| 2015  | Centre-ville    | 20 000    |            |             | Reel Big Fish, Les Trois Accords, Alex Nevsky, Radio Radio, Bernard Adamus, Galaxie, Marie-Pierre Arthur, Qualité Hotel, Loud Lary Ajust, Groenland, Mara Tremblay, Mononc Serge, We Are Wolves, The Franklin Electric, The Planet Smashers, Antoine Corriveau, Dany Placard, Philippe B, Fanny Bloom, Dear Criminals, Pierre Kwenders, Chocolat, The Seasons, Eman & Vlooper, Claude Bégin, Milk & Bone, Louis-Philippe Gingras, Guillaume Beauregard, Dylan Perron et Elixir de Gumbo, Heat, Odeur de Swing, L'orchestre d'hommes-orchestres, What Cheer? Brigade, Eric Larochelle, Spicy Circus, L'ours, l'écureuil, le dauphin, Sweet Grass, Émile Bilodeau, Piero Vélo, Prieur et Landry |
| 2016  | Centre-ville    | 28 000    |            |             | Half Moon Run, The Cat Empire, Champion et ses G-Strings, Les Sœurs Boulay, Plume Latraverse, The Barr Brothers, Fred Fortin, Les Goules, Dumas, Grimskunk, Ariane Moffatt, Avec pas d'casque, Dead Obies, Basia Bulat, Canailles, Yann Perreau, Duchess Says, Yves Lambert, Koriass, Tire le Coyote, Safia Nolin, Violett Pi, Francis Faubert, Detroit Party Marching Band, Beat Sexü, Marco et les Torvis, Mathieu Bérubé, La Famille Ouellette, Duo Christophe et Bruno, Marion Sylvain, Les Hôtesses d'hilaire, Philémon Cimon, Busty and the Bass, I.D.A.L.G., Foutoukours, Anatole, Hungry March Band (en), Brown, Beat Market, Gab Paquet, Sunny Duval, The Soots                      |
| 2017  | Centre-ville    | 35,000    |            |             | Caravan Palace, Xavier Rudd, Valaire, Daniel Bélanger, Timber Timbre, Alaclair Ensemble, Louis-Jean Cormier, Lisa LeBlanc, Klô Pelgag, Richard Séguin, Loco Locass, Xavier Caféïne, Groovy Aardvark, Qualité Motel, We Are Wolves, Karim Ouellet, Antoine Corriveau, Le Couleur, Paupiére, Martha Wainwright, Peter Peter, Leif Vollebekk, Les Dales Hawerchuk, Philippe B, Laura Sauvage, Rednext Level, KNLO, Voïvod, Chocolat, Plants and Animals, Bernard Adamus, Beyries, De temps antan, Le vent du nord, Yonatan Gat, The Lemon Bucket Orkestra |